# Федченко Іван Андрійович
Іван Андрійович Федченко (? — ?) — радянський діяч, голова виконавчого комітету Ростовської обласної ради депутатів трудящих. Депутат Верховної ради СРСР 4-го скликання.

## Біографія
Член ВКП(б).
У кінці 1940-х — на початку 1950-х років — заступник директора і директор Ростовського зернотресту в Ростові-на-Дону.
З 1953 по лютий 1954 року — начальник Ростовського обласного управління сільського господарства.
У лютому 1954 — квітні 1955 року — голова виконавчого комітету Ростовської обласної ради депутатів трудящих.
У 1955—1957 роках — начальник відділу рослинництва, заступник міністра радгоспів СРСР.
У 1960-х роках — відповідальний секретар радянської делегації в постійній комісії Ради економічної взаємодопомоги по сільському господарству.
Подальша доля невідома.

## Нагороди
- ордени
- медалі